# Egregypósa
Egregypósa település Romániában, Szilágy megyében.

## Fekvése
Zilahtól délkeletre, a Meszes-hegység alatt, az Egregy mellett, Ördögkút, Vaskapu és Felsőegregy között fekvő település.

## Története
Egregypósa Árpád-kori település, nevét az oklevelek 1291-ben említették először Pousa néven. 1558-ban Posa, 1642-ben Possa néven írták.
A település Dobokai Miklós birtoka volt, kitől a birtokot Mátyás király hűtlenség miatt elvette és a Mindszenti család tagjainak adta, később Izabella királynétól és János Zsigmondtól Bánffy Pál, Nyújtó István, Tóth Mihály, Nagymihályi Anna és János, Kendi Katalin és Mihály, Szaláncki Dorottya és János mindkét nembeli utódai nyerték. 
1639 előtt Nagydobai Spáczai János birtoka volt, de 1639-ben I. Rákóczi György fejedelem Görcsöni Serédi Istvánnak adományozta.
1736-ban Pousa nagyobbrészt gróf Göncz-Ruszkai Kornis Ferenc és báró Kemény János birtoka volt.
1837-ben Teleki Lajos és a Kandó utódok birtoka volt.
1890-ben Pousának 550 lakosa volt, melyből 12 magyar, 55 német, 476 oláh, 7 egyéb nyelvű. A házak száma ekkor 115 volt.
Egregypósa a trianoni békeszerződés előtt Szilágy vármegye Zilahi járásához tartozott.